# Nova Flora Japonica
Nova Flora Japonica (abreviado Nov. Fl. Jap.) es un libro con ilustraciones y descripciones botánicas que fue escrito conjuntamente por Takenoshin Nakai & Masaji Honda y publicado en Tokio y Osaka en 10 partes en 1938-1951 con el nombre de Nova Flora Japonica vel Descriptiones et Systema Nova Omnium Plantarum in Imperio Japonico Sonte Nascentium.

## Publicación
- Parte n.º 1, Juncaceae, 1938;
- Parte n.º 2, Hymenogastrineae et Phallineae;
- Parte n.º 3, Saxifragaceae, 1938;
- Parte n.º 4, Polypodiaceae, 1938;
- Parte n.º 5, Parmeliales, 1939;
- Parte 6, Eriocaulaceae 1941;
- Parte 7, Cladoniales, 1941;
- Parte 8, Myxomycetes, 1942;
- Parte 9, Ardisiaceae, 1943;
- Parte 10, Hypericaceae, 1951